# Eidmannella bullata
Espèce
Eidmannella bullata est une espèce d'araignées aranéomorphes de la famille des Nesticidae.

## Distribution
Cette espèce est endémique du Texas aux États-Unis,. Elle se rencontre dans le comté de Culberson dans les grottes Wiggley Cave et Crystal Cave.

## Description
La femelle holotype mesure 2,5 mm. Cette araignée est dépigmentée et possède des yeux très réduits.

## Publication originale
- Gertsch, 1984 : The spider family Nesticidae (Araneae) in North America, Central America, and the West Indies. Bulletin of the Texas Memorial Museum, vol. 31, p. 1-91 (texte intégral).